# Världshorisont
Världshorisont är en tidskrift i fyrfärgstryck som rapporterar om globala frågor och FN:s arbete. Den ges ut av Svenska FN-förbundet och utkommer fyra gånger per år. Tidningen ingår för medlemmar i förbundet.